# Kostel svatého Jakuba Staršího (Světec)
Římskokatolický farní kostel svatého Jakuba Staršího ve Světci je původně pozdně románská, později goticky přestavěná a upravená, posléze zbarokizována sakrální stavba tvořící jižní součást zámeckého areálu. Od roku 1964 je kostel chráněn jako kulturní památka.

## Historie

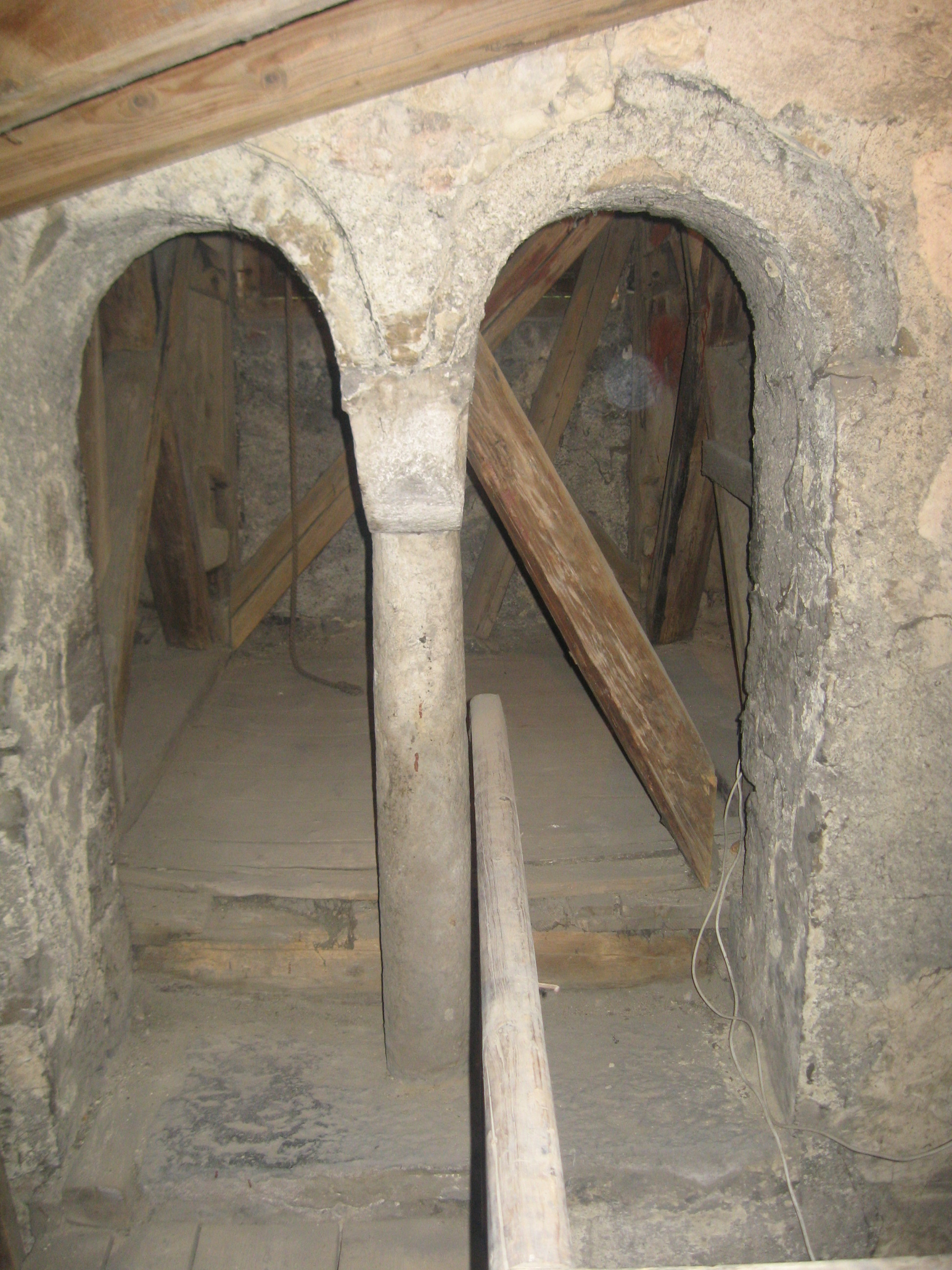
Románské sdružené okno ve věži kostela ve Světci

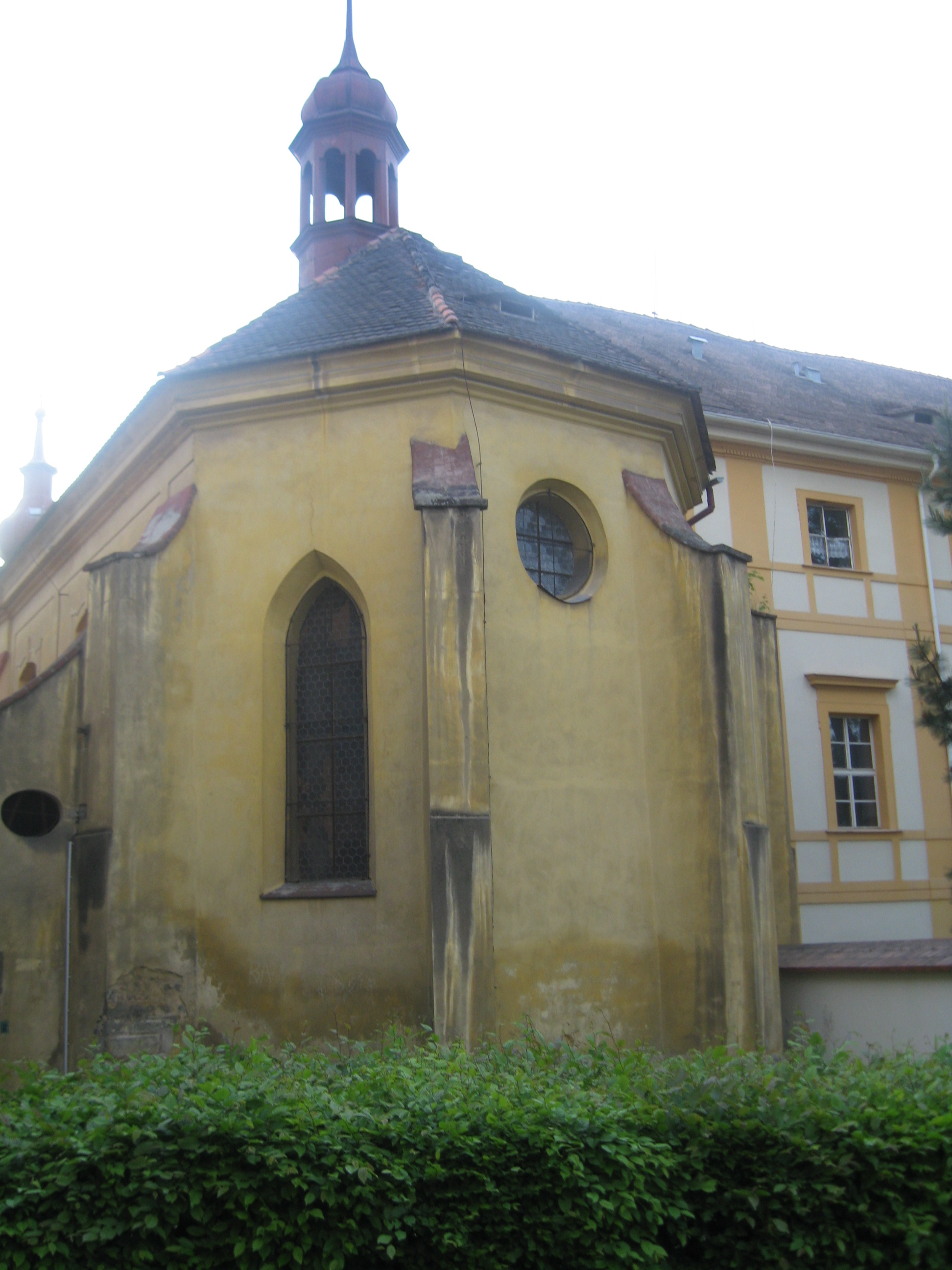
Presbytář kostela ve Světci

Stavba pochází asi z období kolem roku 1200. Rozšířena byla ve 2. čtvrtině 13. století paní Vratislavou, vdovou po Kojatovi (zakladateli rodu Hrabišiců). Když byl husity v roce 1420 zničen klášter Ochránkyň božího hrobu (Řeholní kanovnice řádu sv. Hrobu), který byl ve Světci u Bíliny v letech 1227–1571, stal se kostel sv. Jakuba Staršího, jenž byl součástí kláštera, farním kostelem. Po roce 1467 byl přestavěn a dále upravován. K barokizaci stavby došlo v roce 1731.

## Architektura
Původní trojlodní bazilika s dvěma románskými věžemi byla zachována jako západní část dnešního kostela, který je také trojlodní a obdélný. Má polygonální presbytář s opěráky. Kostel má sakristii a dvě oratoře po severní straně. Skrze jednu z oratoří je možné vejít přímo do budovy zámku ve Světci. Ze střední osy boční lodi vystupuje předsíňka. Po stranách západního průčelí jsou dvě hranolové věže. Průčelí je barokně přestavěno. Jeho rizalit je členěn pilastry a zakončen štítem. Ve věžích jsou románská okénka. Na boční lodi jsou segmentově zakončená okna. Nad presbytářem se nachází sanktusová vížka.
Presbytář je sklenut křížovou žebrovou klenbou a paprsčitě na barokních konzolách. Sakristie má valenou klenbu. Hlavní loď je sklenuta v části přilehlé k presbytáři křížovou žebrovou klenbou na barokních konzolách. V dalším poli od východu je sklenuta plackou se štukovými rámci. V západní části je sklenuta pozdně gotickou síťovou klenbou s přesekávanými žebry, která byla postavena po roce 1467. Kruchta je podklenuta valenou klenbou s lunetami a štukovými pásy. Mezi hlavními a bočníi loděmi jsou pilíře s pilastry, na které dosedají klenební pásy. Jižní boční loď je sklenuta valenou klenbou s lunetami a uprostřed plackovou klenbou se štukovými rámci.

## Zařízení
Oltáře a kazatelna jsou barokní z období přestavby kostela. Na oltáři Panny Marie je deskový obraz Madony ze 16. století. Na konzolkách na stěně lodi jsou sošky sv. Šebestiána a sv. Jakuba Většího ze 2. čtvrtiny 18. století. V kostele se nachází barokní dřevěná soška Krista Trpitele. Na pilířích hlavní lodi jsou obrazy sv. Valentina, sv. Isidora, sv. Vavřince, sv. Barbory, sv. Kateřiny a sv. Archanděla Michaela z 1. poloviny 18. století. Obraz Krista s anděly z roku 1861 pochází od J. Preisse z Teplic. Dva obrazy 18. století, které se nacházejí v kostele, jsou silně poškozeny.

## Zvony
V průčelní jižní věži se nachází zvon z roku 1549 od zvonaře Stanislava. V severní průčelní věži se nacházejí dvě opuštěné dřevěné hlavy menších zvonů. Jeden z nich vyrobil v roce 1489 Hanuš Konvář a pravděpodobně jde o zvon, zavěšený nyní v klášterním kostele v Oseku. Dále se zde nacházel zvon od Jana Baltazara Crommela a zvon z roku 1507 od Tomáše z Prahy.